# Ragged Peaks
Die Ragged Peaks (englisch für Zerklüftete Spitzen) sind eine markante Gruppe von Bergen an der Küste des ostantarktischen Enderbylands. Sie erstrecken sich über eine Länge von 13 km in nord-südlicher Ausrichtung am Ostufer der Amundsenbucht. Zu ihnen gehören mehrere Felsnadeln innerhalb eines gezahnten Gebirgskamms. Fünf der Gipfel sind über 915 m hoch.
Eine vom deutsch-australischen Geologen Peter Wolfgang Israel Crohn (1925–2015) geleitete Gruppe zur Erkundung der Amundsenbucht im Rahmen der Australian National Antarctic Research Expeditions entdeckten die Gruppe im Oktober 1956. Ihren deskriptiven Namen erhielt sie durch das Antarctic Names Committee of Australia.